# كريس أتكينسون
كريس أتكينسون (بالإنجليزية: Chris Atkinson)‏ مواليد 30 نوفمبر 1979 في نيوساوث ويلز، أستراليا، هو سائق راليات أسترالي بدأ مسيرته في سنة 2001. كان أول رالي له هو رالي نيوزيلندا 2004. تسابق في بطولة العالم للراليات. تسابق في رالي التحدي عبر القارات. صعد على المنصة 6 مرات خلال مسيرته.

## فرق مثلها
- فريق سوبارو للراليات

## روابط خارجية
- كريس أتكينسون على موقع DriverDB.com (الإنجليزية)
- كريس أتكينسون على موقع Rallye-info.com (الإنجليزية)
- كريس أتكينسون على موقع eWRC-results.com (الإنجليزية)